# سيسيليا جروبستروم
سيسيليا جروبستروم (بالسويدية: Cecilia Grubbström) مواليد 2 سبتمبر 1986، هي لاعبة كرة يد سويدية تلعب كحارس مرمى. مثلت منتخب السويد لكرة اليد للسيدات. شاركت في دورة الألعاب الأولمبية الصيفية سنة 2012.

## سجل المنافسة
شاركت في البطولات التالية:
- الألعاب الأولمبية الصيفية 2012
- بطولة العالم لكرة اليد للسيدات 2011
- بطولة أوروبا لكرة اليد للسيدات 2010
- بطولة أوروبا لكرة اليد للسيدات 2012

## روابط خارجية
- سيسيليا جروبستروم على موقع الاتحاد الأوروبي لكرة اليد (الإنجليزية)
- سيسيليا جروبستروم على موقع أوليمبيديا (الإنجليزية)
- سيسيليا جروبستروم على موقع اللجنة الأولمبية السويدية (السويدية)